# Krian (plaats)
Krian is een bestuurslaag in het regentschap Sidoarjo van de provincie Oost-Java, Indonesië. Krian telt 8694 inwoners (volkstelling 2010).